# Col de Montgenèvre
Der Col de Montgenèvre (italienisch Colle del Monginevro) ist ein französischer Pass auf 1854 m in den Cottischen Alpen. Bis 1947 bildete er die Grenze zu Italien. Heute liegt diese wenige Kilometer weiter östlich. Die namensgebende Gemeinde Montgenèvre liegt auf der Passhöhe.
Er verbindet das obere Susatal (Region Piemont/Metropolitanstadt Turin) mit Briançon (Département Hautes-Alpes) in der Region Provence-Alpes-Côte d’Azur. Der Pass ist nach dem Col de l'Echelle die zweitniedrigste Hauptverbindung über den Alpenhauptkamm zwischen Italien und Frankreich.
Der in der Antike Matrona genannte Pass stellte bereits zur Römerzeit als Teil der Via Domitia eine wichtige Verbindung zwischen dem mittleren Rhonetal und der Po-Ebene dar. Dem römischen Historiker Ammianus Marcellinus zufolge soll er nach einer Matrona benannt worden sein, die dort einen Unglücksfall erlitten hatte.

## Auffahrten

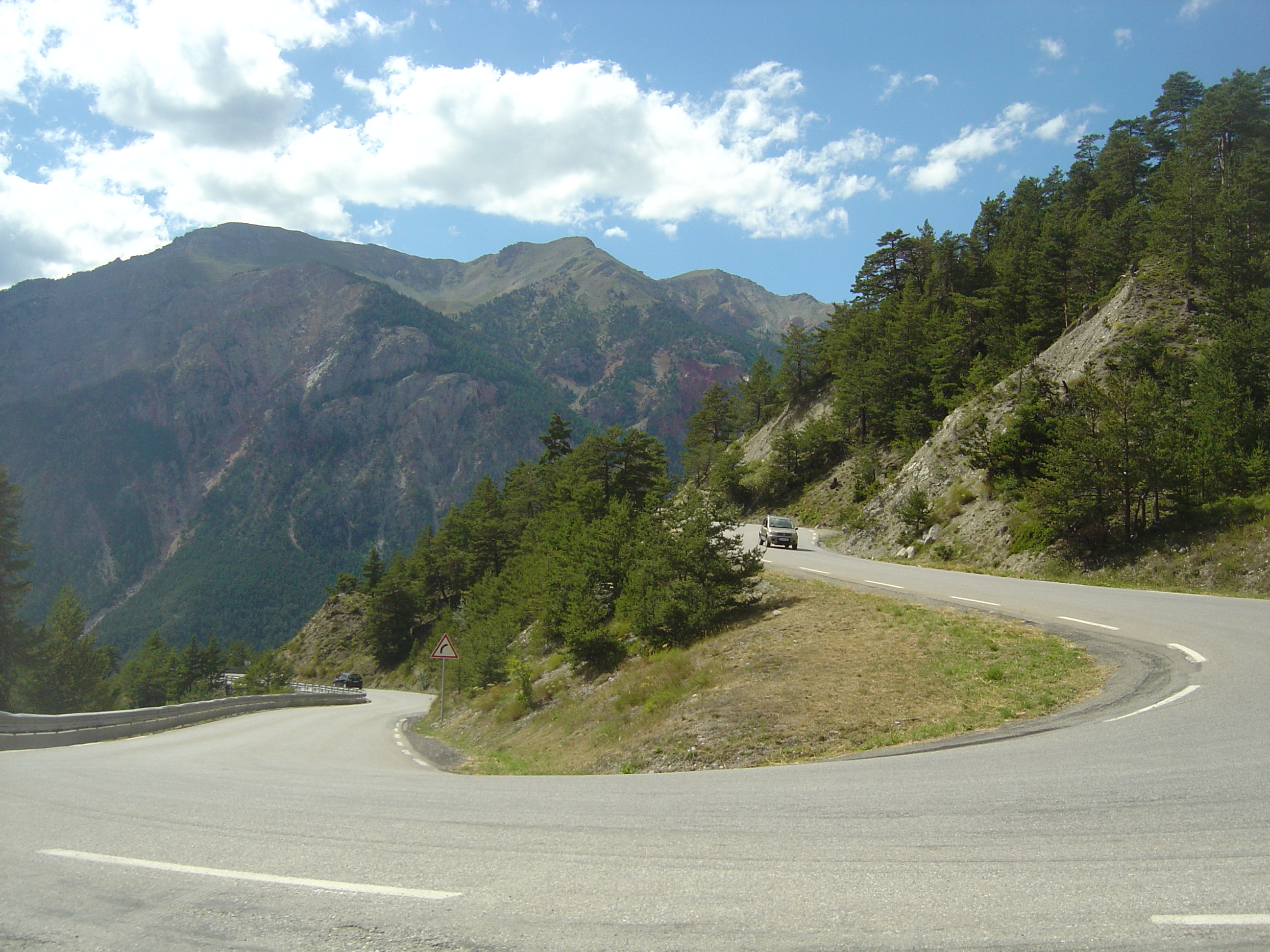
Westauffahrt von Briançon

Die Westauffahrt beginnt in Briançon, wobei die ersten sechs Kilometer nur geringe Steigungsprozente aufweisen. Bei La Vachette teilt sich die Straße im Vallé de la Clarée und die N94 führt nun auf den letzten 7,9 Kilometern mit einer durchschnittlichen Steigung von 6,1 % auf die Passhöhe. Die gut ausgebaute Straße beinhaltet dabei fünf Kehren, ehe das Ortsgebiet von Montgenèvre erreicht wird.
Die Ostauffahrt hat ihren Ausgangspunkt in Cesana Torinese und führt über 8,3 Kilometer bei einer durchschnittlichen Steigung von 5,9 % auf die Passhöhe. Auf den ersten fünf Kilometern liegen die Steigungsprozente im Schnitt bei rund sieben Prozent, wobei ein 300 Meter und ein 1600 Meter langer Tunnel durchfahren werden muss (beide für Radfahrer geöffnet). Nach dem zweiten Tunnel flacht die Straße bei Claviere zunehmend ab, ehe man entweder durch das Ortsgebiet fährt oder einen weiteren Tunnel nutzt. Im Anschluss passiert man rund eineinhalb Kilometer vor der Passhöhe die französische Landesgrenze.

## Radsport

### Tour de France
Die Tour de France führte erstmals im Jahr 1949 über den Col de Montgenèvre. Auf der 17. Etappe, die zwischen Briançon und Aosta ausgetragen wurde, stellte er den ersten Pass des Tages dar, ehe es über den Col du Mont Cenis, Col de l’Iseran und Kleinen Sankt Bernhard ging. Auf der anspruchsvollen Alpen-Etappe kam es zum Duell zwischen Fausto Coppi und Gino Bartali, wobei ersterer die Etappe gewann, das Gelbe Trikot übernahm und schlussendlich als Gesamtsieger hervorging. Mit Gino Bartali gewann einer der bekanntesten Fahrer seiner Zeit die erste Bergwertung auf dem Col de Montgenèvre, der als Anstieg der 3. Kategorie klassifiziert worden war.
Im Jahr 1952 war es Fausto Coppi, der über den Col de Montgenèvre führte, nachdem er sich im Gelben Trikot am Col du Galibier von den restlichen Fahrern abgesetzt hatte. Die Etappe ging damals in Sestriere zu Ende, wo die zweite Bergankunft in der Geschichte der Tour de France stattfand. Ab dem Jahr 1956 wurde die Westauffahrt als Bergwertung der 2. Kategorie klassifiziert. Auf dem Weg nach Turin wurde der Pass auch im Jahr 1966 überquert. Im Rahmen der Tour de France 1976 fand die bislang einzige Bergankunft auf dem Col de Montgenèvre statt. Damals führte die 10. Etappe von Le Bourg-d’Oisans über den Col du Lautaret und Col d’Izoard, ehe die letzten 13 Kilometer von Briançon auf das Pass führten. Der Schlussanstieg galt als Bergwertung der 1. Kategorie, führte jedoch zu keinen großen Zeitabständen zwischen den Gesamtklassement-Fahrern. Den Etappensieg sicherte sich der Niederländer Joop Zoetemelk, während Lucien van Impe das Gelbe Trikot verteidigte. Tags drauf erfolgte der Etappenstart in Montgenèvre.
Nach längerer Abwesenheit kehrte der Col de Montgenèvre bei der Tour de France 1992 ins Programm der Frankreich-Rundfahrt zurück und wurde erstmals über die italienische Ostauffahrt erreicht. Die Bergwertung der 2. Kategorie sicherte sich der Franzose Richard Virenque, der auch in den Jahren 1996 und 1999 als erster auf dem Pass ankommen sollte. Im Jahr 1996 wurde der Pass sowohl auf der 9. als auch auf der 10. Etappe passiert, wobei sowohl die West- als auch die Ostauffahrt genutzt wurde. Letztere wurde damals als Bergwertung der 1. Kategorie klassifiziert.
Die bislang letzte Überquerung des Col de Montgenèvre erfolgte bei der Tour de France 2011, als der Pass etwa zur Hälfte der 17. Etappe auf dem Weg nach Pinerolo passiert wurde. Die Bergwertung der 2. Kategorie sicherte sich damals der Franzose Sylvain Chavanel.
Im Jahr 2024 wurde auf der 4. Etappe die Ostauffahrt des Col de Montgenèvre erneut passiert. Im Anschluss führte die Strecke über den Col du Galibier nach Valloire. Die Bergwertung der 2. Kategorie sicherte sich der Brite Stephen Williams.
| Jahr   | Etappe     | Bergwertung  | Fahrer           | Auffahrt |
| ------ | ---------- | ------------ | ---------------- | -------- |
| 1949   | 17. Etappe | 3. Kategorie | Gino Bartali     | West     |
| 1952   | 11. Etappe | 3. Kategorie | Fausto Coppi     | West     |
| 1956   | 17. Etappe | 2. Kategorie | Valentin Huot    | West     |
| 1966   | 17. Etappe | 2. Kategorie | Julio Jiménez    | West     |
| 1976 * | 10. Etappe | 1. Kategorie | Joop Zoetemelk   | West     |
| 1992   | 14. Etappe | 2. Kategorie | Richard Virenque | Ost      |
| 1996   | 09. Etappe | 2. Kategorie | Bjarne Riis      | West     |
| 1996   | 10. Etappe | 1. Kategorie | Richard Virenque | Ost      |
| 1999   | 09. Etappe | 2. Kategorie | Richard Virenque | West     |
| 2011   | 17. Etappe | 2. Kategorie | Sylvain Chavanel | West     |
| 2024   | 04. Etappe | 2. Kategorie | Stephen Williams | Ost      |

### Giro d’Italia
Bevor die Tour de France über den Col de Montgenèvre führte, stand der Pass im selben Jahr im Programm des Giro d’Italia 1949. Auf der anspruchsvollen Alpen-Etappe mussten nach dem Start in Cuneo der Col de Larche, Col de Vars, Col d’Izoard, Col de Montgenèvre und der Anstieg nach Sestriere überquert werden, ehe das Ziel nach 254 Kilometern in Pinerolo erreicht wurde. Fausto Coppi setzte sich bereits am ersten Pass ab und erreichte das Ziel mit einem Vorsprung von mehr als 10 Minuten vor Gino Bartali und legte somit den Grundstein für seinen dritten von insgesamt fünf Gesamtsiegen.
Mit den Jahren 1964 und 1982 wurde die Etappe zwischen Cuneo und Pinerolo zwei weitere Male ausgetragen, wobei sich Franco Bitossi und Lucien van Impe die Bergwertung auf dem Col de Montgenèvre sicherten. In den Jahren 1994, 1995 und 1996 wurde der Pass in unterschiedlichen Anordnungen genutzt, wobei stets die französische Westauffahrt genutzt wurde. Die bis dato letzte Überfahrt erfolgte im Jahr 2000, als der Col de Montgenèvre Teil des 34 Kilometer langen Einzelzeitfahrens war, das zwischen Briançon und Sestriere ausgetragen wurde und über den Gesamtsieg der Rundfahrt entschied. Während der Tscheche Jan Hruška die Westauffahrt in den schnellsten Zeit zurücklegte und sich die Bergwertung der 1. Kategorie sicherte, übernahm Stefano Garzelli am vorletzten Tag die Maglia Rosa von Francesco Casagrande.
Im Jahr 2020 hätte der Col de Montgenèvre erneut Teil einer anspruchsvollen Alpenetappe sein sollen, die zuvor über den Col Agnel und Col d’Izoard geführt hätte und in Sestriere zu Ende gegangen wäre. Aufgrund der COVID-19-Pandemie entschloss sich die Organisation jedoch dazu, das Rennen nicht außerhalb der italienischen Landesgrenze auszutragen.
| Jahr   | Etappe     | Bergwertung  | Fahrer             | Auffahrt |
| ------ | ---------- | ------------ | ------------------ | -------- |
| 1949   | 17. Etappe | GPM          | Fausto Coppi       | West     |
| 1964   | 20. Etappe | GPM          | Franco Bitossi     | West     |
| 1982   | 21. Etappe | GPM          | Lucien van Impe    | West     |
| 1994   | 21. Etappe | unbekannt    | Pascal Richard     | West     |
| 1995   | 20. Etappe | unbekannt    | Francesco Frattini | West     |
| 1996   | 15. Etappe | unbekannt    | Mariano Piccoli    | West     |
| 2000 * | 20. Etappe | 1. Kategorie | Jan Hruška         | West     |

### Vuelta a España
Im Jahr 2025 soll die Vuelta a España im Zuge ihres Auslandstarts im Piemont auf der 4. Etappe über den Col de Montgenèvre führen. Der Pass würde somit den ersten Anstieg darstellen auf dem eine Bergwertung aller drei Grand Tours abgenommen wurde.
| Jahr | Etappe    | Bergwertung  | Fahrer | Auffahrt |
| ---- | --------- | ------------ | ------ | -------- |
| 2025 | 4. Etappe | 2. Kategorie |        | Ost      |